# Mwele Ntuli Malecela
Mwele Ntuli Malecela (née le 26 mars 1963 à Dar es Salam et morte le 10 février 2022) est une femme médecin tanzanienne, directrice générale de l'Institut national pour la recherche médicale (NIMR) tanzanien et du programme d'élimination de la filariose lymphatique en Tanzanie, puis membre de la direction régionale de l'Organisation mondiale de la santé.

## Biographie
Après son diplôme en zoologie à l'université de Dar es Salaam, elle rejoint l'Institut national pour la recherche médicale (National Institute for Medical Research (en)), (NIMR) en 1987, où elle travaille au Centre Amani pour mener des recherches sur la filariose lymphatique. À la suite de cela, elle continue ses études à la London School of Hygiene and Tropical Medicine, où elle obtient sa maîtrise (1990) et son doctorat (1995). Elle poursuit ses recherches au NIMR par la suite, et devient directrice de la Coordination de la recherche et de la promotion (DRCP) en 1998, pour ensuite devenir la directrice du programme sur la filariose lymphatique en 2000, qui est maintenant fonctionnel dans 53 districts (13 millions de personnes). Elle est nommée directrice générale du NIMR en 2010, et elle est la première femme à occuper ce poste,. Elle a également une activité politique au sein du parti au pouvoir en Tanzanie (depuis 1963), le Chama cha Mapinduzi (CCM). Elle est candidate à l'élection pour la direction du parti Chama cha Mapinduzi (CCM), aux élections de juillet 2015. 38 candidats se présentent à cette élection, qui constitue de fait une primaire pour l'élection présidentielle de fin 2015. C'est finalement John Magufuli, un ancien professeur de mathématiques et de chimie, qui est retenu, et qui devient quelques mois plus tard le président de la Tanzanie, avec une autre femme comme colistière pour cette présidentielle, Samia Suluhu. Quant à Mwele Ntuli Malecela, elle revient dans le domaine médical, et rejoint en avril 2017 la direction régionale de l'Organisation mondiale de la santé.